# Automaticien
Un automaticien est une personne exerçant en tant que professionnel des automatismes ou de l'automatique.
Le métier des automaticiens consiste à :
- Concevoir le fonctionnement d'une machine grâce à des outils comme l'analyse fonctionnelle, le GEMMA et/ou, le Grafcet.
- Déterminer les entrées (capteurs, boutons, etc.) / les sorties (actionneurs, vérins, voyants, moteurs). Ces déterminations s'effectuent en relation étroite avec les hydrauliciens, électriciens, mécaniciens, pneumaticiens...
- Réaliser le programme de l'automate d'après l'analyse fonctionnelle.
- Mettre en service la machine.
- Dépanner les installations existantes défectueuses.

Le métier d'automaticien est représenté au sein du concours des Olympiades des métiers par le métier 19, contrôle industriel.

## Connaissances requises
L'automaticien doit avoir des connaissances principalement en logique, de plus en plus en algorithmique, et  accessoirement en, électricité, électronique, mécanique, informatique, hydraulique et pneumatique.
Les connaissances de base pour un automaticien :
- algèbre de Boole,
- Système binaire,
- Système décimal,
- Système hexadécimal,
- Fonction logique,
- Table de Karnaugh,
- Plus des notions des diverses disciplines sus mentionnées.

## Secteurs d'activité
- industrie
- agroalimentaire
- transport

## Outils
- Macro Excel Import/Export  fichiers .Scy de PL7